# Amélie Etasse
Amélie Etasse (París, 8 de junio de 1984) es una actriz francesa, conocida por su participación en la serie de televisión Scènes de ménages. Más allá de las escenas teatrales, también participó en una importante campaña publicitaria para los productos de Marque Repère vendidos por la compañía del mercado masivo conocida como E.Leclerc.

## Biografía
Se formó en la escuela Claude Mathieu. También aprende cantando en el "Chœur de la Ville" y gracias a Carine Robert. Previamente, estudió teatro y danza en el conservatorio Georges Bizet y en una escuela de teatro de París. También aprobó una licenciatura "Artes Escénicas, opción de teatro" en el 5.º arrondissement de París.
Es ecléctica. Contribuye a la redacción del blog Paris Mieux Mieux y crea el personaje de Loove, que interpreta en la serie corta La Loove visible en el estudio 4 (producido por France Télévisions y Aprile Productions). Ella es una actriz en la televisión y en el teatro.

## Filmografía

### Televisión
- 2011: Trop la classe café !: Amélie
- 2012: Le Jour où tout a basculé (temporada 2), episodio Mi hermana estafó a mi madre: Cindy (1 episodio)
- 2013: R.I.S, police scientifique: episodio La amenaza (temporada 8), el turista frente al Panteón
- 2013: Ma Meuf: Sandra (14 episodios)
- 2013: Profilage (temporada 3): un joven colega de la estación de policía
- 2013–14: Les Textapes d'Alice: Xtina
- 2015: Call My Agent!: Magalie (1 episodio)
- Desde 2015: Scènes de ménages: Camille[3]

### Cortometrajes
- 2012: Bisou: Sandra Desbains
- 2013: À dimanche prochain
- 2013: Le Bisou
- 2013: L'Homme pince: Carole
- 2013: Le petit cheval de Troie: Ève
- 2013: Entre rouge et loup: Rouge
- 2013: Chachacha: el bailarín
- 2013: Sans un mot: la mujer
- 2016: Speed/Dating: Sophie

### Serie web
- 2014: Les Mordus du Bocal (6play)
- 2014: Les textapes d'Alice
- 2015: La Loove (France 4) (ella escribió)

### Comedias musicales
- 2006–11: Jeux de mots laids pour gens bêtes (Léonie Pingeot): Léna
- 2011–13: Redis-Le Me (Léonie Pingeot)

### Publicidad
Amélie Etasse ha sido la voz en off para publicidades transmitidas en la radio y la televisión de varias compañías, tal como Samsung, Ricola, Matins, Intimy, Europcar, Kwikso y E.Leclerc.
- 2004: Musée d'Art Contemporain du Val-de-Marne
- 2005: Canal+
- 2006: Festival du film étudiant de Québec
- 2008: Match.com
- Desde 2010: La Blonde / Marque Repère, E.Leclerc
- 2011: Groupama
- 2011: Flunch
- 2012: Copra
- 2017: Une serveuse / Lidl

## Teatro
- 2005: Fool For Love (Jean Bellorini): Kate
- 2007: Je me tiens devant toi nue (Delphine Lequenne): Marianne
- 2008–09: Après la pluie (Camille de la Guillonnière): secretaria rubia
- 2010: Love in the City (Pascal Buresi): papel principal
- 2010: Tango (Camille de la Guillonnière): Aline
- 2012: Les Colocataires (teatro de improvisación)
- 2012: Doris Darling (Marianne Groves)
- 2013–14: Bonjour Ivresse (Franck Le Hen)
- 2017: Bouquet final

## Premios y nominaciones
- Prix Mague 2013: Actuación artística del año en Doris Darling[4]